# Paduraksa (Ulu Musi)
Paduraksa is een bestuurslaag in het regentschap Empat Lawang van de provincie Zuid-Sumatra, Indonesië. Paduraksa telt 1434 inwoners (volkstelling 2010).